# Habrodon perpusillus
Habrodon perpusillus är en bladmossart som beskrevs av Lindberg 1863. Enligt Catalogue of Life ingår Habrodon perpusillus i släktet Habrodon och familjen Leskeaceae, men enligt Dyntaxa är tillhörigheten istället släktet Habrodon och familjen Pterigynandraceae. Arten har ej påträffats i Sverige. Inga underarter finns listade i Catalogue of Life.